# Carduelis uropygialis
Spinus uropygialis là một loài chim thuộc họ Fringillidae.
Chúng được tìm thấy ở Argentina, Bolivia, Chile, và Peru.
Môi trường sống tự nhiên của chúng là các vùng montane ẩm nhiệt đới hoặc cận nhiệt đới và các thảo nguyên khu vực nhiệt đới hoặc cận nhiệt đới.